# Kawkab Marrakech
Kawkab Marrakech is een Marokkaanse voetbalclub uit Marrakesh. De club is opgericht in 1947 en speelt haar thuiswedstrijden in het Stade de Marrakech. De club is sinds de degradatie in 2019, actief in de Botola 2.
De club werd al 2 keer kampioen maar is vooral succesvol in het bekervoetbal, de Coupe du trône werd al 6 keer gewonnen. 1996 was het hoogtepunt voor de club toen de CAF Cup gewonnen werd.

## Erelijst
- Botola Pro
  - 1958, 1992
- Throne Cup
  - Winnaar: 1963, 1964, 1965, 1987, 1991, 1993
  - Finalist: 1962, 1997
- CAF Cup
  - Winnaar: 1996

## Bekende ex-spelers
- Tahar El Khalej
- Youssef Mariana
- Adil Ramzi
- Soufiane Alloudi